# Лалоз, Адольф
Адольф Лалоз (фр. Adolphe Lalauze; 8 октября 1838, Рив-де-Жье, Рона — Альпы — 18 октября 1906, Мии-ла-Форе, Нижняя Нормандия, Франция) — французский гравёр, художник-иллюстратор. Член Объединения французских художников и скульпторов (Société des Artistes Français).

## Биография
Был государственным чиновником. Художественное образование получил в Тулузской школе изобразительных искусств (ныне Высший институт искусств Тулузы). Позже отправился в Париж, где его наставником был Леон Гошерель.
Именно Гошерель побудил А. Лалоза заняться гравированием и офортом.
Дебютировал в парижском Салоне в 1872 году. Впоследствии выиграл множество наград. В 1876 году был удостоен бронзовой медали, затем в 1878 году — серебряной медали. На Всемирной выставке 1889 года в Париже награждён бронзовой медалью. И, наконец, золотой медалью на Всемирной выставке 1900 года в Париже.
В 1895 году получил кавалерский Орден Почётного легиона.

## Творчество
Адольф Лалоз — плодовитый французский гравёр. Создатель иллюстраций ко многим книгам.
В энциклопедическом словаре Брокгауза и Ефрона о нём упоминают как об одном из лучших аквафортистов конца XIX века. Вошёл в историю мировой иллюстрации своими знаменитыми офортами, изображавшими детей. Моделями этих офортов становились дети самого художника. Ещё при жизни был назван «одним из самых искусных гравёров современной французской школы».
Тесно сотрудничая с парижским издателем Альфредом Кадартом, художник создал, в частности, 12 гравюр для L’Illustration nouvelle (1868—1881) и 4 офорта для альбома L’Eau forte en … (1874—1881).
Портретист. Автор иллюстраций многих романов, рассказы, сказок (в том числе, книга «Тысяча и одна ночь», «Сказки матушки Гусыни» Шарля Перро), «Дон Кихот» Сервантеса, «Уэверли, или Шестьдесят лет назад» Вальтера Скотта и др.), которые ныне высоко ценятся коллекционерами, библиофилами.
Отец художника-иллюстратора и плакатиста Альфонса Лалоза (1872—1936).

## Галерея

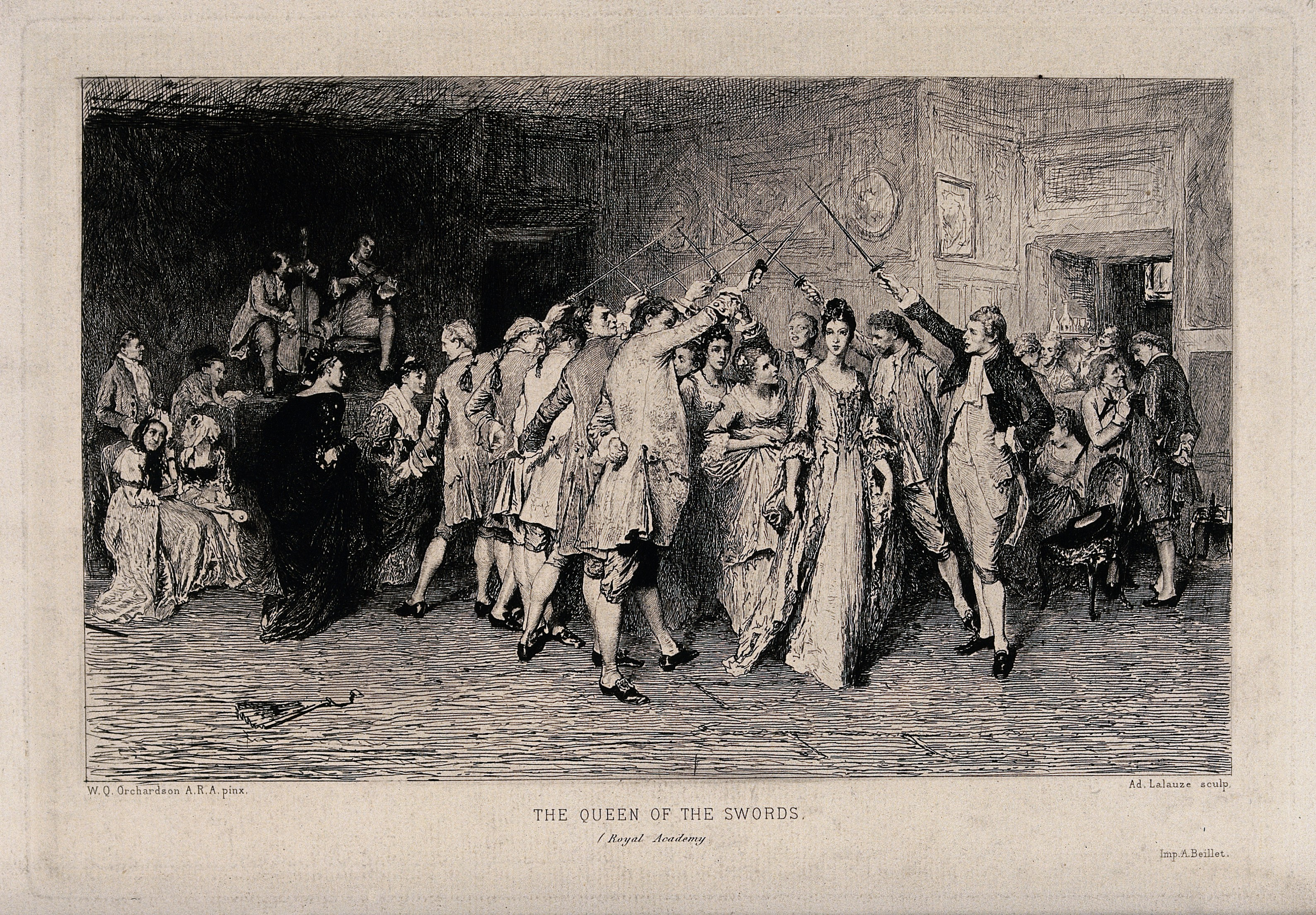
Танцы под аркой из шпаг
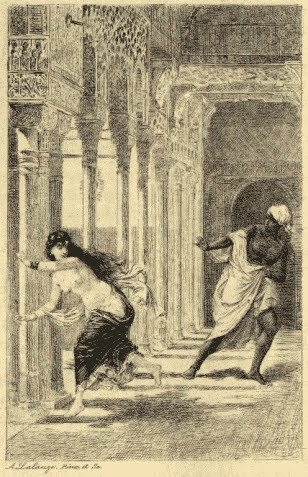
Иллюстрация книги «Тысяча и одна ночь»
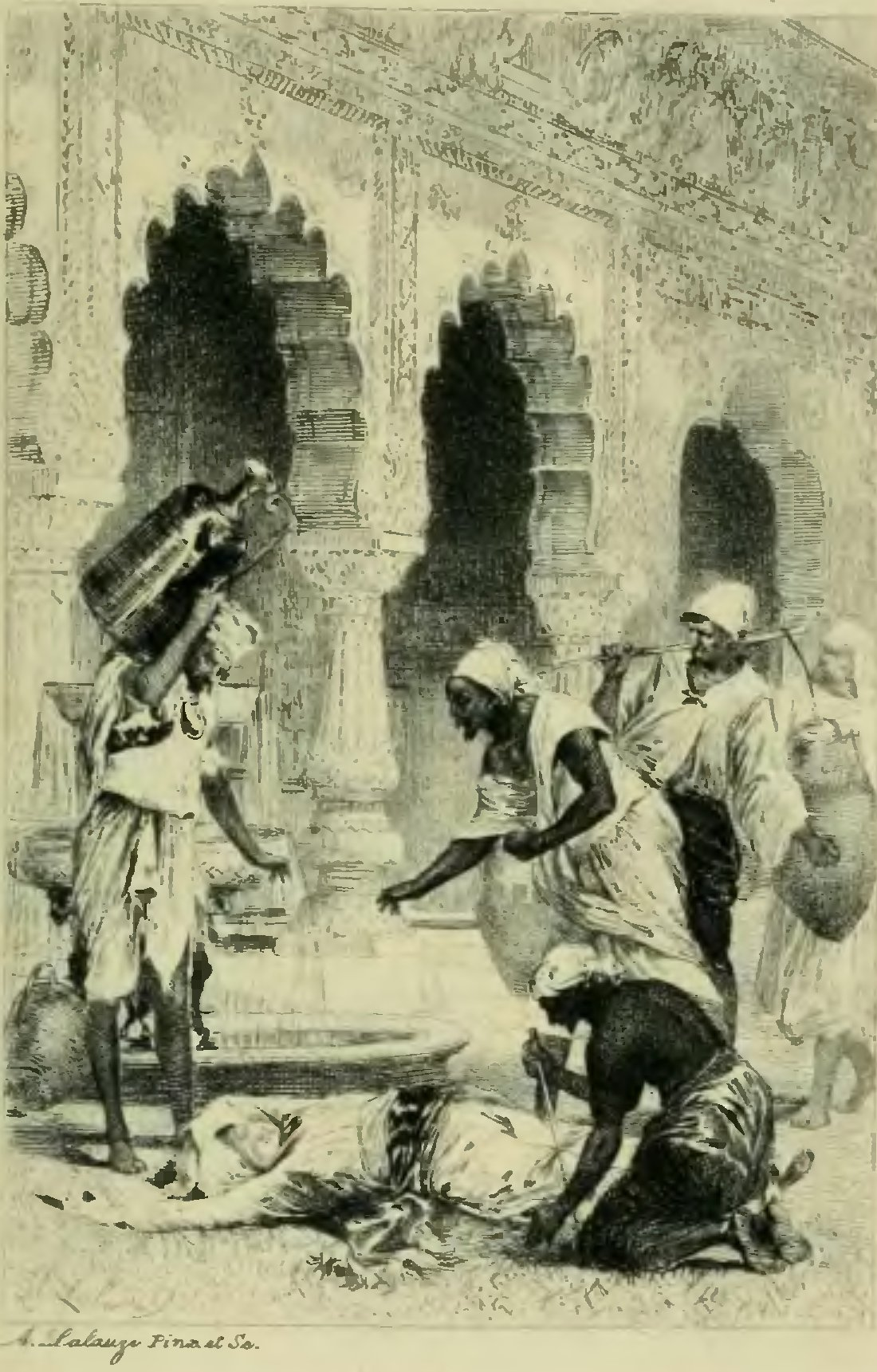
Иллюстрация книги «Тысяча и одна ночь»
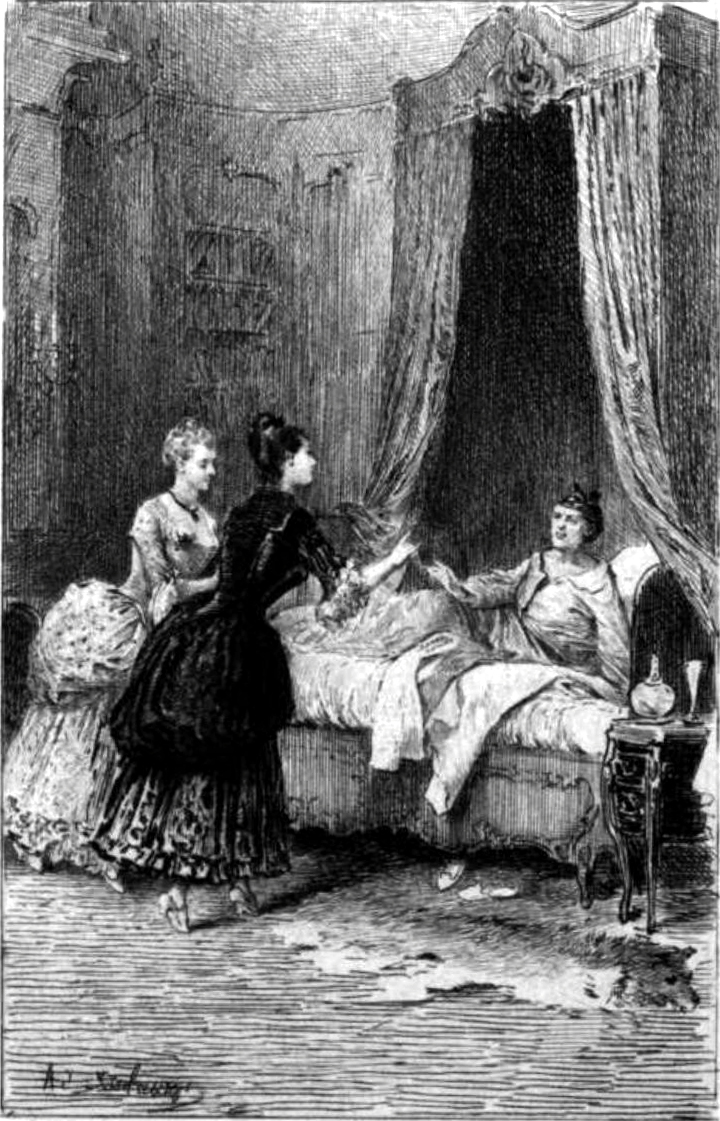
Иллюстрация к роману  «Confessions du comte de ***» Дюкло
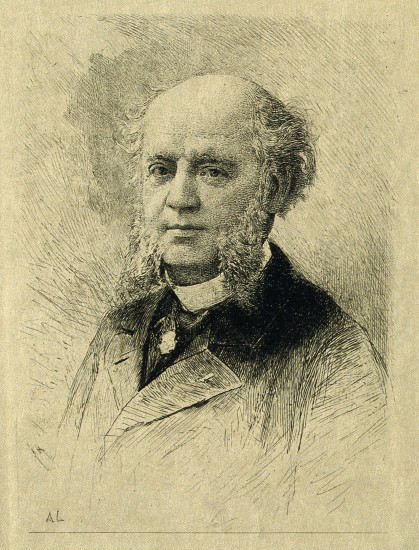
Основатель автомобильной компании «De Dion-Bouton» граф Альбер де Дион, 1892
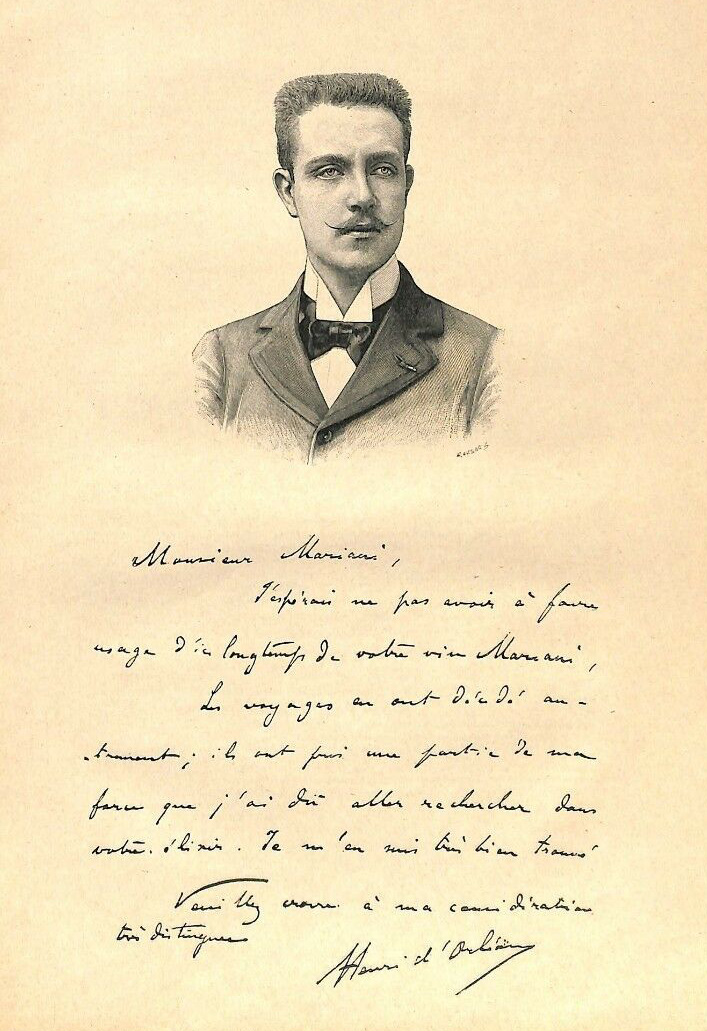
Принц Анри Орлеанский (1867–1901) около 1897
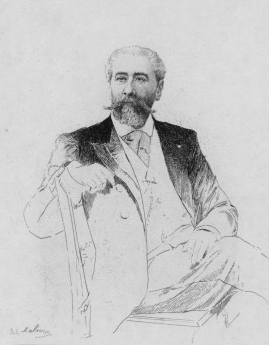
Французский поэт Жозе́ Мари́я де Эредиа́ (1842–1905) около 1897
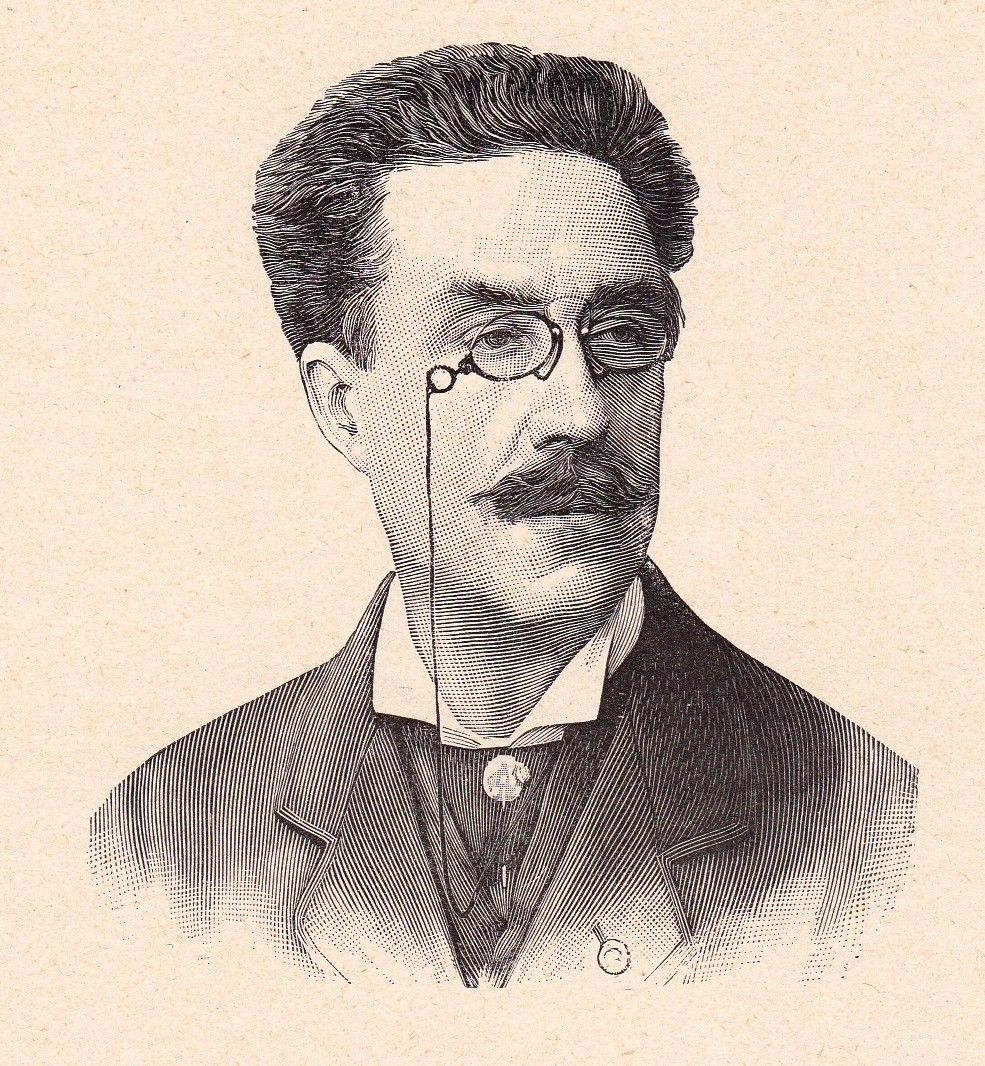
Французский скульптор Эмманюэ́ль Фремье́ (1824–1910) около 1897
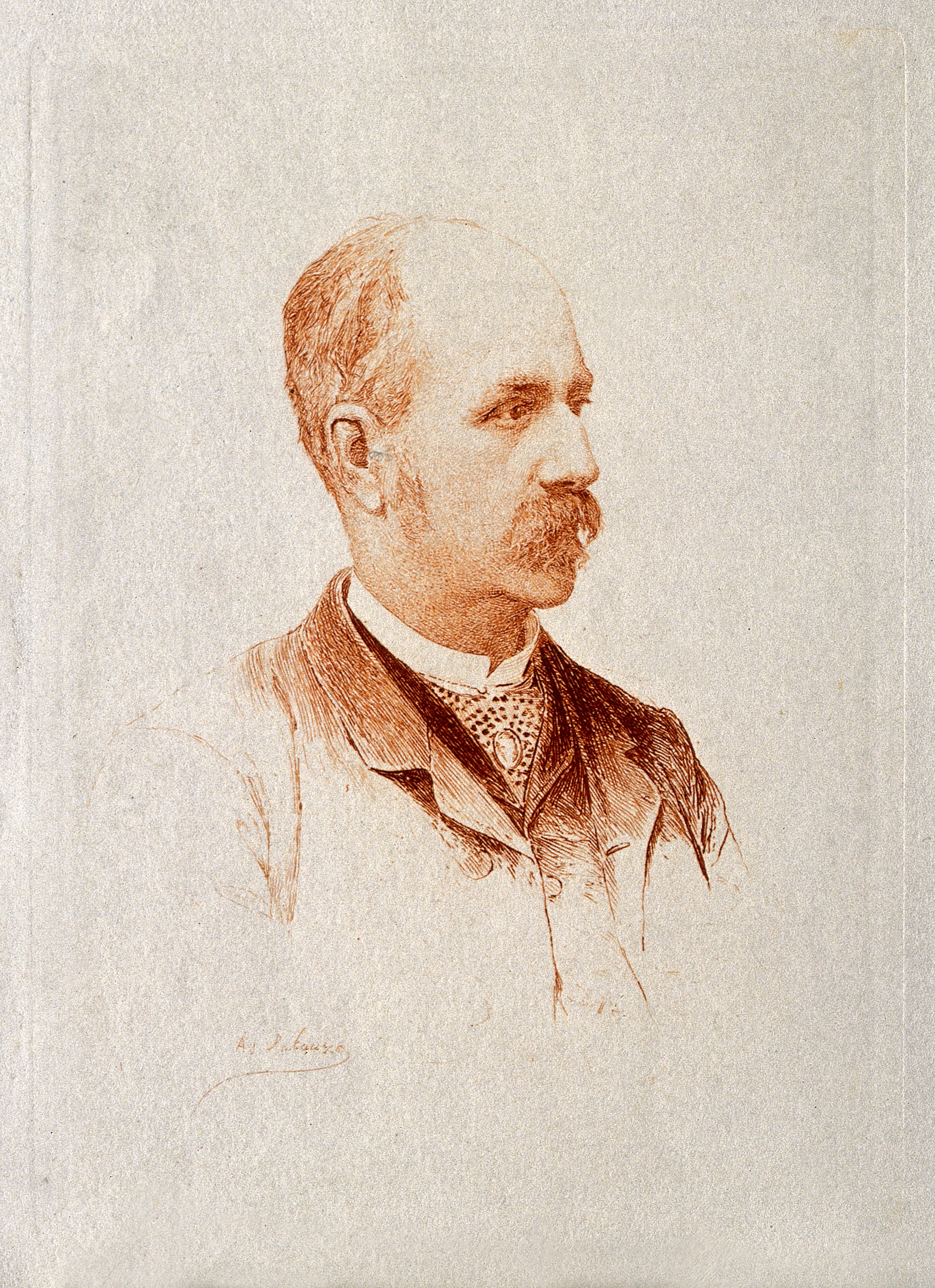
Французский врач Андре Виктор Корниль